# Euphthiracarus takahashii
Euphthiracarus takahashii är en kvalsterart som beskrevs av Aoki 1980. Euphthiracarus takahashii ingår i släktet Euphthiracarus och familjen Euphthiracaridae. Inga underarter finns listade i Catalogue of Life.